# United Cup 2023
Der United Cup 2023 war ein Tennis-Mannschaftsturnier mit Herren-, Damen- und Mixed-Spielen, das auf Hartplatz gespielt wurde. Es war die erste Auflage des Turniers und fand vom 29. Dezember 2022 bis zum 8. Januar 2023 statt. Gespielt wurde in Sydney, Brisbane und Perth. Er ist Teil der ATP Tour 2023 und der WTA Tour 2023.
Das Team der USA gewann die erste Austragung durch einen 4:0-Sieg über Italien im Finale.

## Modus
In den drei Spielorten traten jeweils zwei Gruppen von drei Nationen in einer Round-Robin-Runde an. Dabei spielten jeweils zwei Damen und zwei Herren sowie ein Mixed-Team. Die beiden Gewinner der Gruppen pro Austragungsort spielten anschließend gegeneinander. Die Sieger sowie der beste Zweitplatzierte spielten in Sydney in der Finalrunde.

## Austragungsorte
Das Queensland Tennis Centre in Brisbane, die Perth Arena in Perth und das NSW Tennis Centre in Sydney waren Austragungsorte der Vorrunde. In Sydney fanden die Halbfinal- und Finalspiele statt.

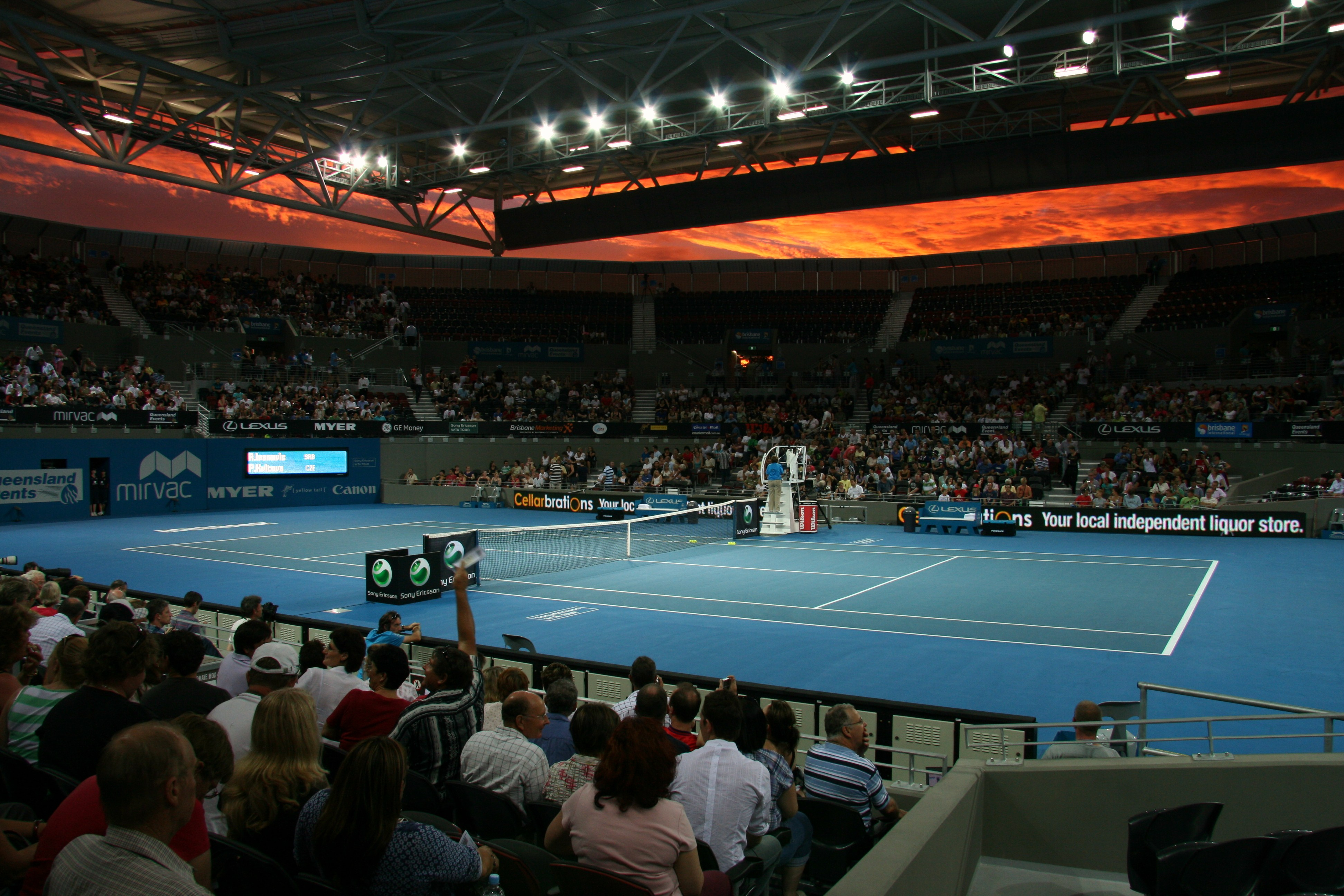
Queensland Tennis Centre, Brisbane
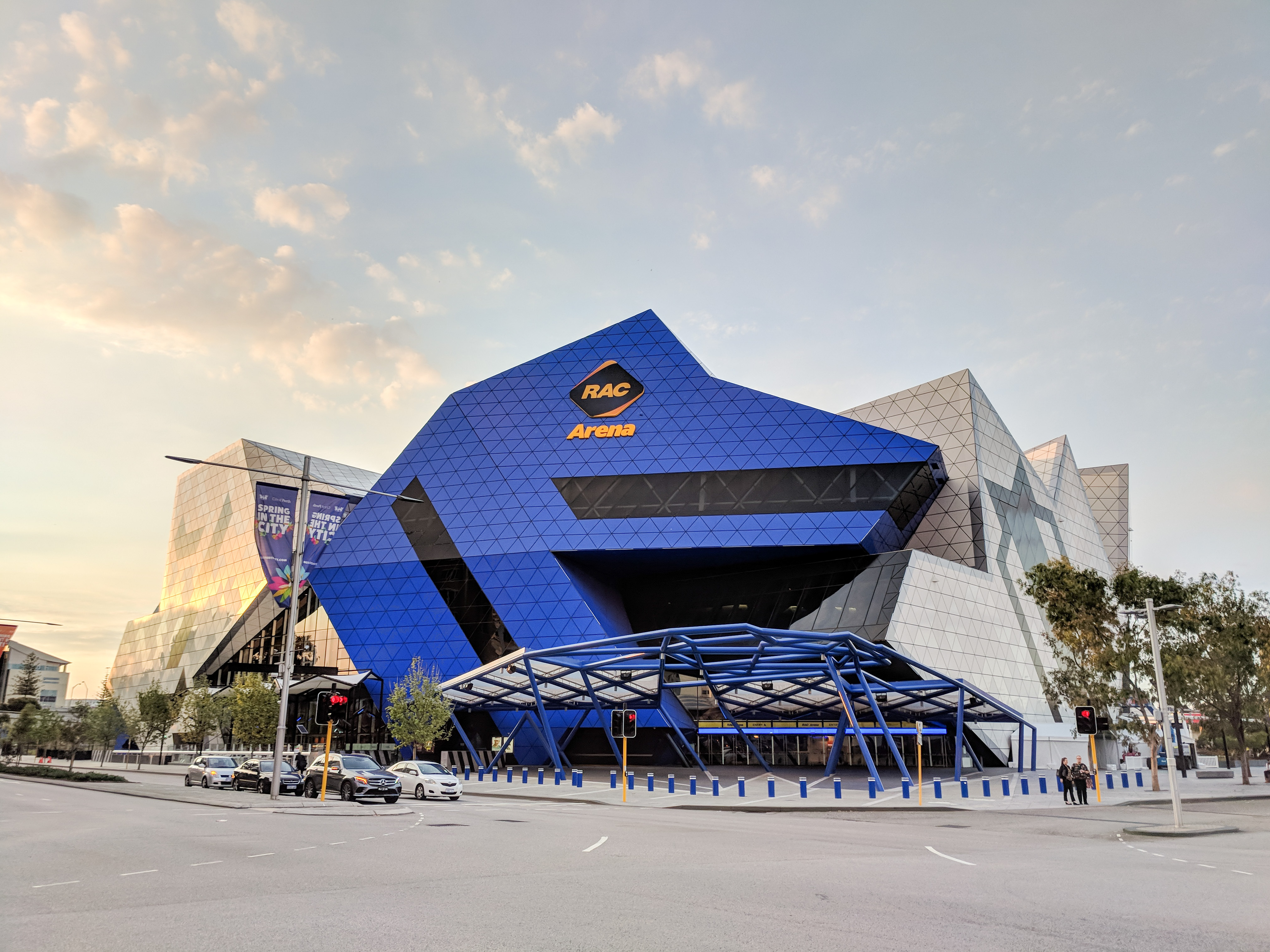
Perth Arena, Perth
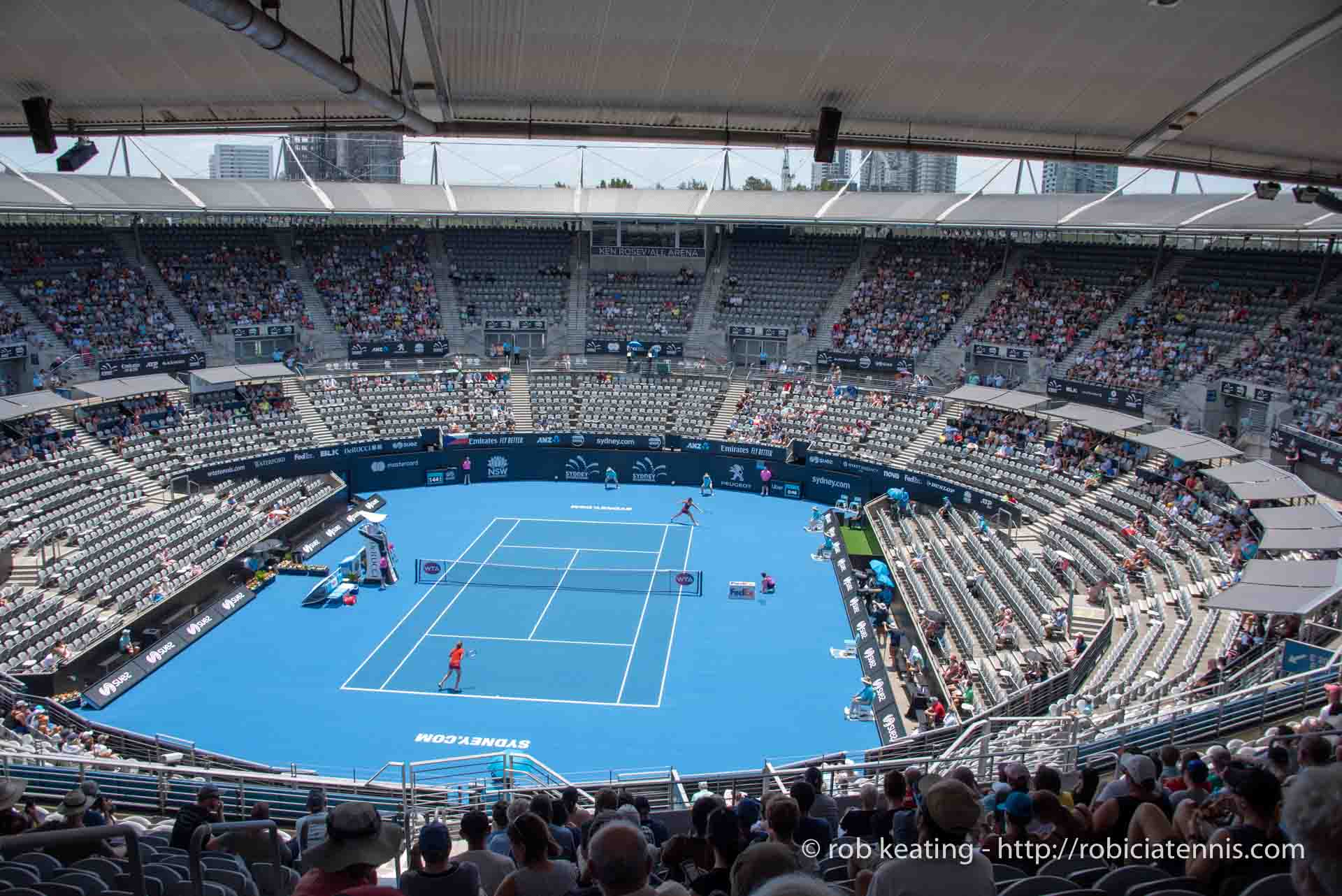
NSW Tennis Centre, Sydney

## Vorrunde
Achtzehn Länder qualifizierten sich über das ATP- bzw. WTA-Ranking ihrer besten Spielerinnen und Spieler. Russland und Belarus wurden von der Teilnahme ausgeschlossen.

### Gruppe A
Austragungsort: Perth

#### Teams
- Griechenland: WTA: Maria Sakkari, Despina Papamichail, Valentini Grammatikopoulou, Sapfo Sakellaridi; ATP: Stefanos Tsitsipas, Michail Pervolarakis, Stefanos Sakellaridis, Petros Tsitsipas (Kapitän Petros Tsitsipas)
- Belgien: WTA: Elise Mertens, Alison Van Uytvanck, Magali Kempen, Kirsten Flipkens; ATP: David Goffin, Zizou Bergs, Kimmer Coppejans, Michaël Geerts (Kapitän Kirsten Flipkens)
- Bulgarien: WTA: Wiktorija Tomowa, Isabella Schinikowa, Gergana Topalowa; ATP: Grigor Dimitrow, Dimitar Kusmanow, Adrian Andreew, Aleksandar Lasarow (Kapitän Grigor Dimitrow)

#### Tabelle
| Pos. | Nation       | Bilanz | Matches | Sätze | Spiele  |
| ---- | ------------ | ------ | ------- | ----- | ------- |
| 1    | Griechenland | 2:0    | 8:2     | 17:7  | 126:92  |
| 2    | Bulgarien    | 1:1    | 4:6     | 12:13 | 104:111 |
| 3    | Belgien      | 0:2    | 3:7     | 8:17  | 95:122  |

#### Ergebnisse
Griechenland – Bulgarien
| \| 4 1 \| Datum: 29. – 30. Dezember 2022 Austragungsort: Perth Arena, Perth Belag: Hartplatz \| |                                                                                    |                |
| Griechenland                                                                                    | Bulgarien                                                                          | Ergebnis       |
| Despina Papamichail                                                                             | Isabella Schinikowa                                                                | 3:6, 6:4, 6:1  |
| Stefanos Tsitsipas                                                                              | Grigor Dimitrow                                                                    | 4:6, 6:2, 7:64 |
| Maria Sakkari                                                                                   | Wiktorija Tomowa                                                                   | 6:3, 6:2       |
| Michail Pervolarakis                                                                            | Dimitar Kusmanow                                                                   | 1:6, 1:6       |
| Maria Sakkari Stefanos Tsitsipas                                                                | Gergana Topalowa Adrian Andreew                                                    | 6:4, 6:4       |
| 4 1                                                                                             | Datum: 29. – 30. Dezember 2022 Austragungsort: Perth Arena, Perth Belag: Hartplatz |                |

Belgien – Bulgarien
| \| 2 3 \| Datum: 31. Dezember 2022 – 1. Januar 2023 Austragungsort: Perth Arena, Perth Belag: Hartplatz \| |                                                                                               |                   |
| Belgien | Bulgarien                                                                                     | Ergebnis          |
| Alison Van Uytvanck                                                                                        | Isabella Schinikowa                                                                           | 6:1, 3:6, 6:3     |
| David Goffin                                                                                               | Grigor Dimitrow                                                                               | 4:6, 5:7          |
| Elise Mertens                                                                                              | Gergana Topalowa                                                                              | 6:4, 3:6, 6:0     |
| Zizou Bergs                                                                                                | Dimitar Kusmanow                                                                              | 2:6, 0:6          |
| Elise Mertens David Goffin                                                                                 | Isabella Schinikowa Aleksandar Lasarow                                                        | 6:1, 6:75, [6:10] |
| 2 3 | Datum: 31. Dezember 2022 – 1. Januar 2023 Austragungsort: Perth Arena, Perth Belag: Hartplatz |                   |

Griechenland – Belgien
| \| 4 1 \| Datum: 2. – 3. Januar 2023 Austragungsort: Perth Arena, Perth Belag: Hartplatz \| |                                                                                |               |
| Griechenland                                                                                | Belgien                                                                        | Ergebnis      |
| Despina Papamichail                                                                         | Alison Van Uytvanck                                                            | 5:7, 6:2, 3:6 |
| Stefanos Tsitsipas                                                                          | David Goffin                                                                   | 6:3, 6:2      |
| Maria Sakkari                                                                               | Elise Mertens                                                                  | 6:1, 7:5      |
| Stefanos Sakellaridis                                                                       | Zizou Bergs                                                                    | 5:7, 6:1, 6:3 |
| Maria Sakkari Stefanos Tsitsipas                                                            | Kirsten Flipkens Michaël Geerts                                                | 6:3, 6:2      |
| 4 1                                                                                         | Datum: 2. – 3. Januar 2023 Austragungsort: Perth Arena, Perth Belag: Hartplatz |               |

### Gruppe B
Austragungsort: Brisbane

#### Teams
- Polen: WTA: Iga Świątek, Magda Linette, Weronika Falkowska, Alicja Rosolska; ATP: Hubert Hurkacz, Kacper Żuk, Daniel Michalski, Łukasz Kubot (Kapitäne Agnieszka Radwańska und Dawid Celt)[3]
- Schweiz: WTA: Belinda Bencic, Jil Teichmann, Ylena In-Albon, Joanne Züger; ATP: Stan Wawrinka, Marc-Andrea Hüsler, Dominic Stricker, Alexander Ritschard (Kapitän Stan Wawrinka)
- Kasachstan: WTA: Julija Putinzewa, Schibek Qulambajewa, Gösäl Ainitdinowa; ATP: Alexander Bublik, Timofei Skatow, Denis Jewsejew, Grigori Lomakin (Kapitän Alexander Bublik)

#### Tabelle
| Pos. | Nation     | Bilanz | Matches | Sätze | Spiele |
| ---- | ---------- | ------ | ------- | ----- | ------ |
| 1    | Polen      | 2:0    | 7:3     | 14:8  | 116:98 |
| 2    | Schweiz    | 1:1    | 7:3     | 15:7  | 123:99 |
| 3    | Kasachstan | 0:2    | 1:9     | 4:18  | 86:128 |

#### Ergebnisse
Schweiz – Kasachstan
| \| 5 0 \| Datum: 29. – 30. Dezember 2022 Austragungsort: Queensland Tennis Centre, Brisbane Belag: Hartplatz \| | |               |
| Schweiz | Kasachstan                                                                                         | Ergebnis      |
| Belinda Bencic                                                                                                  | Julija Putinzewa                                                                                   | 7:60, 6:3     |
| Marc-Andrea Hüsler                                                                                              | Timofei Skatow                                                                                     | 4:6, 6:3, 6:3 |
| Stan Wawrinka                                                                                                   | Alexander Bublik                                                                                   | 6:3, 7:63     |
| Jil Teichmann                                                                                                   | Schibek Qulambajewa                                                                                | 6:3, 6:2      |
| Jil Teichmann Marc-Andrea Hüsler                                                                                | Schibek Qulambajewa Alexander Bublik                                                               | 7:67, 6:3     |
| 5 0 | Datum: 29. – 30. Dezember 2022 Austragungsort: Queensland Tennis Centre, Brisbane Belag: Hartplatz |               |

Polen – Kasachstan
| \| 4 1 \| Datum: 31. Dezember 2022 – 1. Januar 2023 Austragungsort: Queensland Tennis Centre, Brisbane Belag: Hartplatz \| | |                |
| Polen | Kasachstan | Ergebnis       |
| Iga Świątek | Julija Putinzewa                                                                                              | 6:1, 6:3       |
| Daniel Michalski | Timofei Skatow                                                                                                | 6:77, 2:6      |
| Hubert Hurkacz | Alexander Bublik                                                                                              | 7:68, 4:6, 6:3 |
| Magda Linette | Schibek Qulambajewa                                                                                           | 6:2, 6:1       |
| Iga Świątek Hubert Hurkacz                                                                                                 | Schibek Qulambajewa Grigori Lomakin                                                                           | 6:3, 6:4       |
| 4 1 | Datum: 31. Dezember 2022 – 1. Januar 2023 Austragungsort: Queensland Tennis Centre, Brisbane Belag: Hartplatz |                |

Polen – Schweiz
| \| 3 2 \| Datum: 2. – 3. Januar 2023 Austragungsort: Queensland Tennis Centre, Brisbane Belag: Hartplatz \| |                                                                                                |               |
| Polen | Schweiz                                                                                        | Ergebnis      |
| Iga Świątek                                                                                                 | Belinda Bencic                                                                                 | 6:3, 7:63     |
| Daniel Michalski                                                                                            | Marc-Andrea Hüsler                                                                             | 3:6, 2:6      |
| Hubert Hurkacz                                                                                              | Stan Wawrinka                                                                                  | 7:65, 6:4     |
| Magda Linette                                                                                               | Jil Teichmann                                                                                  | 5:7, 6:4, 6:1 |
| Alicja Rosolska Kacper Żuk                                                                                  | Belinda Bencic Marc-Andrea Hüsler                                                              | 5:7, 2:6      |
| 3 2 | Datum: 2. – 3. Januar 2023 Austragungsort: Queensland Tennis Centre, Brisbane Belag: Hartplatz |               |

### Gruppe C
Austragungsort: Sydney

#### Teams
- USA: WTA Jessica Pegula, Madison Keys, Alycia Parks, Desirae Krawczyk; ATP: Taylor Fritz, Frances Tiafoe, Denis Kudla, Hunter Reese (Kapitän David Witt)
- Deutschland: WTA: Laura Siegemund, Jule Niemeier, Anna-Lena Friedsam, Julia Lohoff; ATP: Alexander Zverev, Oscar Otte, Daniel Altmaier, Fabian Fallert (Kapitän Mischa Zverev)
- Tschechien: WTA: Petra Kvitová, Marie Bouzková, Jesika Malečková; ATP: Jiří Lehečka, Tomáš Macháč, Lukáš Rosol, Dalibor Svrčina (Kapitän Jiří Vaněk)

#### Tabelle
| Pos. | Nation             | Bilanz | Matches | Sätze | Spiele |
| ---- | ------------------ | ------ | ------- | ----- | ------ |
| 1    | Vereinigte Staaten | 2:0    | 9:1     | 18:4  | 105:71 |
| 2    | Tschechien         | 1:1    | 4:6     | 9:12  | 91:88  |
| 3    | Deutschland        | 0:2    | 2:8     | 5:16  | 80:117 |

#### Ergebnisse
USA – Tschechien
| \| 4 1 \| Datum: 29. – 30. Dezember 2022 Austragungsort: NSW Tennis Centre, Sydney Belag: Hartplatz \| |                                                                                           |                  |
| Vereinigte Staaten                                                                                     | Tschechien                                                                                | Ergebnis         |
| Taylor Fritz                                                                                           | Jiří Lehečka                                                                              | 6:3, 6:4         |
| Madison Keys                                                                                           | Marie Bouzková                                                                            | 6:4, 6:3         |
| Jessica Pegula                                                                                         | Petra Kvitová                                                                             | 6:76, 4:6        |
| Frances Tiafoe                                                                                         | Tomáš Macháč                                                                              | 6:3, 2:4 Aufgabe |
| Jessica Pegula Taylor Fritz                                                                            | Marie Bouzková Jiří Lehečka                                                               | 2:6, 6:3, [10:7] |
| 4 1 | Datum: 29. – 30. Dezember 2022 Austragungsort: NSW Tennis Centre, Sydney Belag: Hartplatz |                  |

Deutschland – Tschechien
| \| 2 3 \| Datum: 31. Dezember 2022 – 1. Januar 2023 Austragungsort: NSW Tennis Centre, Sydney Belag: Hartplatz \| | |           |
| Deutschland | Tschechien                                                                                           | Ergebnis  |
| Alexander Zverev                                                                                                  | Jiří Lehečka                                                                                         | 4:6, 2:6  |
| Jule Niemeier | Marie Bouzková                                                                                       | 2:6, 5:7  |
| Laura Siegemund                                                                                                   | Petra Kvitová                                                                                        | 4:6, 2:6  |
| Oscar Otte | Dalibor Svrčina                                                                                      | 7:61, 6:2 |
| Laura Siegemund Alexander Zverev                                                                                  | Marie Bouzková Jiří Lehečka                                                                          | 6:4, 7:61 |
| 2 3 | Datum: 31. Dezember 2022 – 1. Januar 2023 Austragungsort: NSW Tennis Centre, Sydney Belag: Hartplatz |           |

USA – Deutschland
| \| 5 0 \| Datum: 2. – 3. Januar 2023 Austragungsort: NSW Tennis Centre, Sydney Belag: Hartplatz \| |                                                                                       |                   |
| Vereinigte Staaten                                                                                 | Deutschland                                                                           | Ergebnis          |
| Taylor Fritz                                                                                       | Alexander Zverev                                                                      | 6:1, 6:4          |
| Madison Keys                                                                                       | Jule Niemeier                                                                         | 6:2, 6:3          |
| Jessica Pegula                                                                                     | Laura Siegemund                                                                       | 6:3, 6:2          |
| Frances Tiafoe                                                                                     | Oscar Otte                                                                            | 7:5, 6:4          |
| Jessica Pegula Frances Tiafoe                                                                      | Laura Siegemund Daniel Altmaier                                                       | 6:75, 6:4, [10:7] |
| 5 0                                                                                                | Datum: 2. – 3. Januar 2023 Austragungsort: NSW Tennis Centre, Sydney Belag: Hartplatz |                   |

### Gruppe D
Austragungsort: Sydney

#### Teams
- Spanien: WTA: Paula Badosa, Nuria Párrizas Díaz, Jéssica Bouzas Maneiro; ATP: Rafael Nadal, Pablo Carreño Busta, Albert Ramos Viñolas, David Vega Hernández (Kapitän Marc López)
- Australien: WTA: Ajla Tomljanović, Zoe Hives, Maddison Inglis, Samantha Stosur, Olivia Gadecki; ATP: Alex de Minaur, Jason Kubler, John Peers (Kapitäne Samantha Stosur und Lleyton Hewitt)[4]
- Großbritannien: WTA: Harriet Dart, Katie Swan, Anna Brogan, Ella McDonald; ATP: Cameron Norrie, Daniel Evans, Jan Choinski, Jonny O’Mara (Kapitän Tim Henman)

#### Tabelle
| Pos. | Nation         | Bilanz | Matches | Sätze | Spiele  |
| ---- | -------------- | ------ | ------- | ----- | ------- |
| 1    | Großbritannien | 2:0    | 7:3     | 15:10 | 122:108 |
| 2    | Australien     | 1:1    | 5:5     | 10:12 | 99:108  |
| 3    | Spanien        | 0:2    | 3:7     | 12:15 | 114:119 |

#### Ergebnisse
Australien – Großbritannien
| \| 2 3 \| Datum: 29. – 30. Dezember 2022 Austragungsort: NSW Tennis Centre, Sydney Belag: Hartplatz \| |                                                                                           |           |
| Australien                                                                                             | Vereinigtes Konigreich                                                                    | Ergebnis  |
| Alex de Minaur                                                                                         | Cameron Norrie                                                                            | 3:6, 3:6  |
| Zoe Hives                                                                                              | Katie Swan                                                                                | 4:6, 3:6  |
| Maddison Inglis                                                                                        | Harriet Dart                                                                              | 4:6, 4:6  |
| Jason Kubler                                                                                           | Daniel Evans                                                                              | 6:3, 7:63 |
| Samantha Stosur John Peers                                                                             | Harriet Dart Jonny O’Mara                                                                 | 7:64, 6:4 |
| 2 3 | Datum: 29. – 30. Dezember 2022 Austragungsort: NSW Tennis Centre, Sydney Belag: Hartplatz |           |

Spanien – Großbritannien
| \| 1 4 \| Datum: 31. Dezember 2022 – 1. Januar 2023 Austragungsort: NSW Tennis Centre, Sydney Belag: Hartplatz \| | |                  |
| Spanien | Vereinigtes Konigreich                                                                               | Ergebnis         |
| Rafael Nadal | Cameron Norrie                                                                                       | 6:3, 3:6, 4:6    |
| Nuria Párrizas Díaz                                                                                               | Katie Swan                                                                                           | 6:3, 1:6, 2:6    |
| Paula Badosa | Harriet Dart                                                                                         | 6:76, 7:65, 6:1  |
| Albert Ramos Viñolas                                                                                              | Dan Evans                                                                                            | 3:6, 6:1, 3:6    |
| Jéssica Bouzas Maneiro David Vega Hernández                                                                       | Harriet Dart Jonny O’Mara                                                                            | 6:3, 2:6, [5:10] |
| 1 4 | Datum: 31. Dezember 2022 – 1. Januar 2023 Austragungsort: NSW Tennis Centre, Sydney Belag: Hartplatz |                  |

Spanien – Australien
| \| 2 3 \| Datum: 2. – 3. Januar 2023 Austragungsort: NSW Tennis Centre, Sydney Belag: Hartplatz \| |                                                                                       |               |
| Spanien                                                                                            | Australien                                                                            | Ergebnis      |
| Rafael Nadal                                                                                       | Alex de Minaur                                                                        | 6:3, 1:6, 5:7 |
| Nuria Párrizas Díaz                                                                                | Maddison Inglis                                                                       | 6:1, 6:3      |
| Jéssica Bouzas Maneiro                                                                             | Olivia Gadecki                                                                        | 6:2, 6:2      |
| Albert Ramos Viñolas                                                                               | Jason Kubler                                                                          | 3:6, 6:4, 3:6 |
| Jéssica Bouzas Maneiro David Vega Hernández                                                        | Samantha Stosur John Peers                                                            | 2:6, 3:6      |
| 2 3                                                                                                | Datum: 2. – 3. Januar 2023 Austragungsort: NSW Tennis Centre, Sydney Belag: Hartplatz |               |

### Gruppe E
Austragungsort: Brisbane

#### Teams
- Italien: WTA: Martina Trevisan, Lucia Bronzetti, Camilla Rosatello, Nuria Brancaccio; ATP: Matteo Berrettini, Lorenzo Musetti, Andrea Vavassori, Marco Bortolotti (Kapitän Vincenzo Santopadre)
- Brasilien: WTA: Beatriz Haddad Maia, Laura Pigossi, Carolina Alves, Luisa Stefani; ATP: Thiago Monteiro, Felipe Meligeni Alves, Matheus Pucinelli de Almeida, Rafael Matos (Kapitän Rafael Pacharoni)
- Norwegen: WTA: Ulrikke Eikeri, Malene Helgø, Lilly Elida Håseth; ATP: Casper Ruud, Viktor Durasovic, Andreja Petrovic (Kapitän Christian Ruud)

#### Tabelle
| Pos. | Nation    | Bilanz | Matches | Sätze | Spiele |
| ---- | --------- | ------ | ------- | ----- | ------ |
| 1    | Italien   | 2:0    | 8:2     | 17:5  | 117:91 |
| 2    | Brasilien | 1:1    | 6:4     | 12:9  | 98:90  |
| 3    | Norwegen  | 0:2    | 1:9     | 3:18  | 87:121 |

#### Ergebnisse
Italien – Brasilien
| \| 3 2 \| Datum: 29. – 30. Dezember 2022 Austragungsort: Queensland Tennis Centre, Brisbane Belag: Hartplatz \| | |                   |
| Italien | Brasilien                                                                                          | Ergebnis          |
| Martina Trevisan                                                                                                | Beatriz Haddad Maia                                                                                | 2:6, 0:6          |
| Lorenzo Musetti                                                                                                 | Felipe Meligeni Alves                                                                              | 6:3, 6:4          |
| Matteo Berrettini                                                                                               | Thiago Monteiro                                                                                    | 6:4, 7:67         |
| Lucia Bronzetti                                                                                                 | Laura Pigossi                                                                                      | 6:0, 6:2          |
| Camilla Rosatello Matteo Berrettini                                                                             | Luisa Stefani Rafael Matos                                                                         | 4:6, 7:64, [4:10] |
| 3 2 | Datum: 29. – 30. Dezember 2022 Austragungsort: Queensland Tennis Centre, Brisbane Belag: Hartplatz |                   |

Brasilien – Norwegen
| \| 4 1 \| Datum: 31. Dezember 2022 – 1. Januar 2023 Austragungsort: Queensland Tennis Centre, Brisbane Belag: Hartplatz \| | |          |
| Brasilien | Norwegen | Ergebnis |
| Beatriz Haddad Maia | Malene Helgø                                                                                                  | 6:4, 6:2 |
| Felipe Meligeni Alves | Viktor Durasovic                                                                                              | 6:3, 6:3 |
| Thiago Monteiro | Casper Ruud                                                                                                   | 3:6, 2:6 |
| Laura Pigossi | Ulrikke Eikeri                                                                                                | 6:3, 6:4 |
| Luisa Stefani Rafael Matos                                                                                                 | Ulrikke Eikeri Viktor Durasovic                                                                               | 6:4, 7:5 |
| 4 1 | Datum: 31. Dezember 2022 – 1. Januar 2023 Austragungsort: Queensland Tennis Centre, Brisbane Belag: Hartplatz |          |

Italien – Norwegen
| \| 5 0 \| Datum: 2. – 3. Januar 2023 Austragungsort: Queensland Tennis Centre, Brisbane Belag: Hartplatz \| |                                                                                                |               |
| Italien | Norwegen                                                                                       | Ergebnis      |
| Martina Trevisan                                                                                            | Malene Helgø                                                                                   | 7:5, 3:6, 6:4 |
| Lorenzo Musetti                                                                                             | Viktor Durasovic                                                                               | 7:67, 6:3     |
| Matteo Berrettini                                                                                           | Casper Ruud                                                                                    | 6:4, 6:4      |
| Lucia Bronzetti                                                                                             | Ulrikke Eikeri                                                                                 | 6:2, 7:5      |
| Camilla Rosatello Lorenzo Musetti                                                                           | Ulrikke Eikeri Viktor Durasovic                                                                | 7:66, 6:2     |
| 5 0 | Datum: 2. – 3. Januar 2023 Austragungsort: Queensland Tennis Centre, Brisbane Belag: Hartplatz |               |

### Gruppe F
Austragungsort: Perth

#### Teams
- Frankreich: WTA: Caroline Garcia, Alizé Cornet, Léolia Jeanjean, Jessika Ponchet; ATP: Arthur Rinderknech, Adrian Mannarino, Manuel Guinard, Édouard Roger-Vasselin (Kapitän Édouard Roger-Vasselin)
- Kroatien: WTA: Petra Martić, Donna Vekić, Tara Würth, Petra Marčinko; ATP: Borna Ćorić, Borna Gojo, Matija Pecotić (Kapitänin Iva Majoli)
- Argentinien: WTA: Nadia Podoroska, María Carlé, Paula Ormaechea; ATP: Francisco Cerúndolo, Federico Coria, Tomás Martín Etcheverry (Kapitänin Gisela Dulko)[5]

#### Tabelle
| Pos. | Nation      | Bilanz | Matches | Sätze | Spiele  |
| ---- | ----------- | ------ | ------- | ----- | ------- |
| 1    | Kroatien    | 2:0    | 8:2     | 16:7  | 123:104 |
| 2    | Frankreich  | 1:1    | 7:3     | 15:6  | 122:79  |
| 3    | Argentinien | 0:2    | 0:10    | 2:20  | 60:122  |

#### Ergebnisse
Frankreich – Argentinien
| \| 5 0 \| Datum: 29. – 30. Dezember 2022 Austragungsort: Perth Arena, Perth Belag: Hartplatz \| |                                                                                    |          |
| Frankreich                                                                                      | Argentinien                                                                        | Ergebnis |
| Alizé Cornet                                                                                    | María Carlé                                                                        | 6:2, 6:1 |
| Arthur Rinderknech                                                                              | Francisco Cerúndolo                                                                | 6:4, 6:2 |
| Caroline Garcia                                                                                 | Nadia Podoroska                                                                    | 6:2, 6:0 |
| Adrian Mannarino                                                                                | Federico Coria                                                                     | 6:1, 6:0 |
| Caroline Garcia Édouard Roger-Vasselin                                                          | Nadia Podoroska Tomás Martín Etcheverry                                            | 6:2, 6:4 |
| 5 0                                                                                             | Datum: 29. – 30. Dezember 2022 Austragungsort: Perth Arena, Perth Belag: Hartplatz |          |

Kroatien – Argentinien
| \| 5 0 \| Datum: 31. Dezember 2022 – 1. Januar 2023 Austragungsort: Perth Arena, Perth Belag: Hartplatz \| |                                                                                               |                  |
| Kroatien                                                                                                   | Argentinien                                                                                   | Ergebnis         |
| Donna Vekić                                                                                                | María Carlé                                                                                   | 6:0, 6:4         |
| Borna Ćorić                                                                                                | Francisco Cerúndolo                                                                           | 7:5, 6:4         |
| Petra Martić                                                                                               | Nadia Podoroska                                                                               | 6:2, 4:6, 6:1    |
| Borna Gojo                                                                                                 | Federico Coria                                                                                | 7:65, 6:4        |
| Tara Würth Borna Gojo                                                                                      | Nadia Podoroska Tomás Martín Etcheverry                                                       | 1:6, 6:4, [10:4] |
| 5 0 | Datum: 31. Dezember 2022 – 1. Januar 2023 Austragungsort: Perth Arena, Perth Belag: Hartplatz |                  |

Frankreich – Kroatien
| \| 2 3 \| Datum: 2. – 3. Januar 2023 Austragungsort: Perth Arena, Perth Belag: Hartplatz \| |                                                                                |                 |
| Frankreich                                                                                  | Kroatien                                                                       | Ergebnis        |
| Alizé Cornet                                                                                | Donna Vekić                                                                    | 4:6, 3:6        |
| Arthur Rinderknech                                                                          | Borna Ćorić                                                                    | 6:71, 6:72      |
| Caroline Garcia                                                                             | Petra Martić                                                                   | 7:69, 6:4       |
| Adrian Mannarino                                                                            | Borna Gojo                                                                     | 6:75, 6:3, 6:75 |
| Jessika Ponchet Édouard Roger-Vasselin                                                      | Petra Marčinko Matija Pecotić                                                  | 6:4, 6:4        |
| 2 3                                                                                         | Datum: 2. – 3. Januar 2023 Austragungsort: Perth Arena, Perth Belag: Hartplatz |                 |

## K.-o.-Runde

### Städte-Finale
Die jeweiligen Städte-Finalspiele wurden am 4. Januar 2023 ausgetragen.
Griechenland – Kroatien
| \| 3 2 \| Datum: 4. Januar 2023 Austragungsort: Perth Arena, Perth Belag: Hartplatz \| |                                                                           |                |
| Griechenland                                                                           | Kroatien                                                                  | Ergebnis       |
| Despina Papamichail                                                                    | Donna Vekić                                                               | 2:6, 0:6       |
| Stefanos Tsitsipas                                                                     | Borna Ćorić                                                               | 6:0, 6:74, 7:5 |
| Maria Sakkari                                                                          | Petra Martić                                                              | 6:3, 6:3       |
| Stefanos Sakellaridis                                                                  | Borna Gojo                                                                | 4:6, 2:6       |
| Maria Sakkari Stefanos Tsitsipas                                                       | Petra Martić Borna Gojo                                                   | 7:66, 6:4      |
| 3 2                                                                                    | Datum: 4. Januar 2023 Austragungsort: Perth Arena, Perth Belag: Hartplatz |                |

Polen – Italien
| \| 3 2 \| Datum: 4. Januar 2023 Austragungsort: Queensland Tennis Centre, Brisbane Belag: Hartplatz \| |                                                                                           |               |
| Polen                                                                                                  | Italien                                                                                   | Ergebnis      |
| Daniel Michalski                                                                                       | Lorenzo Musetti                                                                           | 1:6, 1:6      |
| Iga Świątek                                                                                            | Martina Trevisan                                                                          | 6:2, 6:4      |
| Hubert Hurkacz                                                                                         | Matteo Berrettini                                                                         | 4:6, 6:3, 3:6 |
| Magda Linette                                                                                          | Lucia Bronzetti                                                                           | 6:1, 6:2      |
| Iga Świątek Hubert Hurkacz                                                                             | Camilla Rosatello Lorenzo Musetti                                                         | 6:1, 6:2      |
| 3 2 | Datum: 4. Januar 2023 Austragungsort: Queensland Tennis Centre, Brisbane Belag: Hartplatz |               |

USA – Großbritannien
| \| 4 1 \| Datum: 4. Januar 2023 Austragungsort: NSW Tennis Centre, Sydney Belag: Hartplatz \| |                                                                                  |               |
| Vereinigte Staaten                                                                            | Vereinigtes Konigreich                                                           | Ergebnis      |
| Madison Keys                                                                                  | Katie Swan                                                                       | 2:6, 6:3, 6:4 |
| Taylor Fritz                                                                                  | Cameron Norrie                                                                   | 4:6, 7:5, 4:6 |
| Jessica Pegula                                                                                | Harriet Dart                                                                     | 6:2, 6:0      |
| Frances Tiafoe                                                                                | Daniel Evans                                                                     | 3:6, 7:5, 6:3 |
| Jessica Pegula Taylor Fritz                                                                   | Harriet Dart Daniel Evans                                                        | 6:4, 6:4      |
| 4 1                                                                                           | Datum: 4. Januar 2023 Austragungsort: NSW Tennis Centre, Sydney Belag: Hartplatz |               |

### Finalrunde
|  | Halbfinale 6. – 7. Januar 2023 | Halbfinale 6. – 7. Januar 2023 | Halbfinale 6. – 7. Januar 2023 |  |  | Finale 8. Januar 2023 | Finale 8. Januar 2023 | Finale 8. Januar 2023 |
|  |                                |                                |                                |  |  |                       |                       |                       |
|  |                                |                                |                                |  |  |                       |                       |                       |
|  |                                | Polen                          | 0                              |  |  |                       |                       |                       |
|  |                                | USA                            | 5                              |  |  |                       |                       |                       |
|  |                                |                                |                                |  |  |                       | USA                   | 4                     |
|  |                                |                                |                                |  |  |                       | Italien               | 0                     |
|  |                                | Griechenland                   | 1                              |  |  |                       |                       |                       |
|  |                                | Italien                        | 4                              |  |  |                       |                       |                       |
|  |                                |                                |                                |  |  |                       |                       |                       |

#### Halbfinale
Polen – USA
| \| 0 5 \| Datum: 6. – 7. Januar 2023 Austragungsort: NSW Tennis Centre, Sydney Belag: Hartplatz \| |                                                                                       |                   |
| Polen                                                                                              | Vereinigte Staaten                                                                    | Ergebnis          |
| Iga Świątek                                                                                        | Jessica Pegula                                                                        | 2:6, 2:6          |
| Kacper Żuk                                                                                         | Frances Tiafoe                                                                        | 3:6, 3:6          |
| Hubert Hurkacz                                                                                     | Taylor Fritz                                                                          | 6:75, 6:75        |
| Magda Linette                                                                                      | Madison Keys                                                                          | 4:6, 2:6          |
| Alicja Rosolska Łukasz Kubot                                                                       | Jessica Pegula Taylor Fritz                                                           | 7:65, 4:6, [6:10] |
| 0 5                                                                                                | Datum: 6. – 7. Januar 2023 Austragungsort: NSW Tennis Centre, Sydney Belag: Hartplatz |                   |

Griechenland – Italien
| \| 1 4 \| Datum: 6. – 7. Januar 2023 Austragungsort: NSW Tennis Centre, Sydney Belag: Hartplatz \| |                                                                                       |                  |
| Griechenland                                                                                       | Italien                                                                               | Ergebnis         |
| Maria Sakkari                                                                                      | Martina Trevisan                                                                      | 3:6, 7:64, 5:7   |
| Stefanos Sakellaridis                                                                              | Lorenzo Musetti                                                                       | 1:6, 1:6         |
| Stefanos Tsitsipas                                                                                 | Matteo Berrettini                                                                     | 4:6, 7:62, 6:4   |
| Valentini Grammatikopoulou                                                                         | Lucia Bronzetti                                                                       | 2:6, 3:6         |
| Valentini Grammatikopoulou Petros Tsitsipas                                                        | Camilla Rosatello Andrea Vavassori                                                    | 3:6, 6:4, [5:10] |
| 1 4                                                                                                | Datum: 6. – 7. Januar 2023 Austragungsort: NSW Tennis Centre, Sydney Belag: Hartplatz |                  |

#### Finale
USA – Italien
| \| 4 0 \| Datum: 8. Januar 2023 Austragungsort: NSW Tennis Centre, Sydney Belag: Hartplatz \| |                                                                                  |                |
| Vereinigte Staaten                                                                            | Italien                                                                          | Ergebnis       |
| Jessica Pegula                                                                                | Martina Trevisan                                                                 | 6:4, 6:2       |
| Frances Tiafoe                                                                                | Lorenzo Musetti                                                                  | 6:2 aufgg.     |
| Taylor Fritz                                                                                  | Matteo Berrettini                                                                | 7:64, 7:66     |
| Madison Keys                                                                                  | Lucia Bronzetti                                                                  | 6:3, 6:2       |
| Jessica Pegula Taylor Fritz                                                                   | Martina Trevisan Matteo Berrettini                                               | nicht gespielt |
| 4 0                                                                                           | Datum: 8. Januar 2023 Austragungsort: NSW Tennis Centre, Sydney Belag: Hartplatz |                |